# Gayoeponny
Gayoeponnyn är en liten hästras i ponnystorlek som härstammar från ön Sumatra i Indonesien. Gayoen är en av de inhemska ponnyraser som finns i Indonesien och har starkt släktskap med Deliponnyn, Batakponnyn och Timorponnyn. På ön Sumatra används Gayoeponnyn främst som transportdjur och packdjur. Rasen är även väldigt vanlig och finns i ca 7500 exemplar. Rasen kallas även Kuda-Gayo.

## Historia
De första ponnyerna i Indonesien kom med största sannolikhet från hinduiska vandrarfolk från Kina som invaderade öarna för flera hundra år sedan. Det finns ca 10 inhemska ponnyraser i den indonesiska ö-världen som alla har liknande utseende och karaktär men har fått särskilda drag från skillnader i avel och miljö. Bland annat har Gayoeponnyn stor likhet med Deliponnyn och Batakponnyn som föds upp i samma område. Troligtvis ligger den asiatiska vildhästen Przewalski i grunden till alla dessa raser. 
Gayoeponnyn utvecklades främst på norra Sumatra i regionen Aceh. Ponnyerna fick sitt namn från ett litet bergsområde i Aceh som heter Gayoe. 1997 räknades stammarna av Gayoeponnyer till över 7500 hästar, vilket gjorde Gayoen till den vanligaste och mest livskraftiga av de Indonesiska inhemska ponnyerna. Under 2004 dog dock en ganska stor del av Gayoeponnyerna när Aceh-provinsen drabbades hårt av jordbävningen i Indiska oceanen 2004 som skapade den tsunami som ödelade flera stränder runt Indiska oceanen. Men ponnyn är fortfarande relativt vanlig och livskraftig. 

## Egenskaper
Gayoeponnyn är liten, med en mankhöjd på runt 115-120 cm, med ett ganska stort huvud och högställt kors. Gayoeponnyerna är oftast bruna men alla hela färger existerar. 
På Sumatra används ponnyerna främst inom transport och packning men även som riddjur till barn. Gayoeponnyerna har ett lugnt och stabilt temperament och är lätthanterliga. 